# بخش میانکوه
بخش میانکوه، به مرکزیت شهر سرخون از توابع شهرستان اردل در استان چهارمحال و بختیاری است.

## تقسیمات کشوری
- بخش میانکوه
  - دهستان میانکوه
  - دهستان هلیساد به مرکزیت ده کهنه هلو سعد
  - دهستان شلیل به مرکزیت شکرآباد

## جمعیت
بنابر سرشماری مرکز آمار ایران، جمعیت بخش میان کوه شهرستان اردل در سال ۱۳۸۵ برابر با ۱۷۰۸۴ نفر بوده‌است.